# Sijote-Alín
Sijote-Alin (em russo: Сихотэ́-Али́нь) é uma cadeia montanhosa em Primorsky e no Krai de Khabarovsk, Rússia, estendendo-se cerca de 900 km no noroeste da Costa Pacífica da Rússia, no porto de Vladivostok. Os cumes mais altos são o Tordoki Yani (2 077 m), Monte Ko (2 003 m) em Krai de Khabarovsk e o Monte Anik (1 933 m) em Krai do Litoral.

## Geografia
Sijote-Alin compreende uma das mais extraordinárias zonas temperadas do mundo. Espécies típicas da taiga do norte (como a rena e o urso Ussuri) coabitam com espécies tropicais como o Leopardo-de-amur, o Tigre-siberiano e o urso-negro-asiático. A região ainda abriga poucos lobos, graças aos frequentes duelos com os tigres. A árvore mais velha da região é uma Taxus cuspidata milenar.

## UNESCO
A região central do Sijote-Alin foi incluída como Patrimônio Mundial da UNESCO por possuir "uma das mais ricas e incomuns florestas temperadas do mundo".